# Rasit
RASIT (acronyme pour radar d'acquisition et de surveillance terrestre ou radar d’acquisition et de surveillance des intervalles) est un radar Doppler de reconnaissance/surveillance terrestre (surveillance du champ de bataille ou contrôle des frontières) développé par l'entreprise française Thomson-CSF.

## Historique
Thomson-CSF (maintenant Thales) l'a développé pour les forces armées dans les années 1970 à la suite de fiches programme élaborées en 1967 et 1968. Une de ses filiales, LMT Radio Professionnelle, basée à Boulogne-Billancourt, débute sa construction à partir de 1975, celle en série commençant en 1978. Une centaine est livrée en 1980 dont trois sous container à l'armée française ; 300 en 1983 ; 450 en 1985. En 1983, LMT a signé un accord avec LCTAR (Le Centre Thomson d'Applications Radar) et SEL dans lequel le premier fournit un tiers des sous-systèmes pour les ensembles de RASIT construits par SEL pour l'armée ouest-allemande.
En 1988, le 6e régiment d'artillerie française expérimente un nouveau radar : le RASIMAT, permettant d’élever l’aérien à 17 m à l’aide d’un mât pour réduire les masques. Il sera abandonné pour une version RASIT/E (apte à l’écartométrie donc au réglage des tirs d’artillerie).
Au total 723 radars ont été vendus dans 32 pays, les derniers en 1996.
Le RATAC (Radar de Tir de l'Artillerie de Campagne) destiné aux pièces d’artillerie de calibres 105 et 155 mm et entré en service dès 1972 dans l'armée française, en est dérivé, il utilisait sur une version de l'AMX-13 et une version des VAB en est équipée depuis les années 1990. ; ce dernier est considéré comme obsolète à partir de 2014.
Il était prévu au début des années 2000 que ces deux radars soient remplacés par le programme RAPSODIE (radar de surveillance et d'aide au tir terrestre) dont 65 exemplaires sont souhaités en 2002 pour le format d'armée en 2015 mais celui-ci n'est plus à l'ordre du jour dans les années 2010.
Le RASIT a été déployé lors de l'opération Serval au Mali en 2013, remplacé dans cette opération par son successeur, le MURIN (Moyen de surveillance Utilisant un Radar d’observation des INtervalles) en 2019.

## Composition
Le Rasit  est composé d'une pièce radar décomposable en plusieurs fardeaux portables à dos d'homme.
- Antenne avec son pied et système de rotation
- Boîtier de contrôle et son écran
- En option une table traçante afin de pointer sur une carte le point observé

## Caractéristiques
La première version RASIT 3190 B DDMT 1A a une portée de détection pour des cibles mobiles de 14 km pour des piétons, 15 à 25 km pour les hélicoptères et avions légers, 30 km pour les véhicules. Sa masse pour le radar portable est de 85 kg.  La masse du radar et de la table traçante est de 120 kg.
La version RASIT-E annonce une portée de 23 km pour les piétons, 40 km pour les véhicules. Elle est équipée d'un mode écartométrie, qui permet le guidage des tirs d'artillerie.
Elle est en vue directe par effet Doppler ; tous les replis de terrain constituent des zones d'ombre.

## Mode opératoire
Une pièce Rasit dans l'armée française est accompagnée par un véhicule de reconnaissance (P4 ou VBL).

Ce véhicule explore les points hauts afin de déterminer le point d'observation idéal.

Une fois le point idéal déterminé, un des deux opérateurs radar effectue un relevé géodésique avec le théodolite simplifié et par triangulation détermine sa position exacte (contrairement au RATAC qui dispose d'un central inertiel? le RASIT demande un positionnement manuel).

Le porteur de la pièce Rasit (Renault TRM 2000 ou Véhicule de l'avant blindé) se rend alors sur les lieux

Le radar est déployé depuis la console ; le groupe électrogène est lui enterré (pour le bruit). 

L'opérateur doit ensuite positionner la bonne carte sur le traceur et placer le stylo sur le point central du radar ensuite on détermine et trace les zones d'ombre du radar

Puis on entre en phase active de recherche et chaque déplacement y compris ceux du personnel est signalé par un spot en dirigeant le radar dessus on entend le bruit émis ce qui permet de déterminer le type du mobile, la position se reportant automatiquement sur la table traçante.

À noter :

On peut déporter la tête radar à l'aide des 3 pieds du lot de bord afin d’éviter la destruction du véhicule porteur en cas de tir de missile anti-radar.

Il existe aussi une capacité de brouillage censée brouiller les autres radars et perturber les missiles de type AGM-88 HARM.

## Doctrine d’emploi
Dans l'armée de terre française, ils étaient déployés dans des pelotons radar (renommés ensuite pelotons de recherche technique) au sein des escadrons d'éclairage divisionnaires (EED) qui deviennent en 1999 des escadrons d'éclairage et d'investigation (EEI); Ceux-ci perdent leur peloton radar en 2009 qui sont transférés aux nouvelles unités de renseignement de brigade.
En 1989, il y a un escadron d’éclairage divisionnaire pour chacune des six divisions blindées en service, disposant d'un peloton « radar » comptant quatre Rasit montés sur TRM 2000 doté d'une protection (opérés directement sur le toit de la protection ou déportés sur trépied) et accompagné de véhicules légers tout terrain de type Peugeot P4. À l'époque, en l'absence de moyen GPS, le chef de groupe RASIT établissait sa position en utilisant un théodolite simplifié. 
Le peloton opère pour le compte de la brigade à laquelle il est rattaché.
 
L'officier responsable de celui-ci (adjudant/lieutenant) est directement sous les ordres du général de division.

La doctrine d'emploi du peloton RASIT est à peu près la même que pour les patrouilles VBL, à savoir flanquer la division d’emploi ou jalonner et éclairer l'avant de la division.
Une patrouille est constituée de 3 pièces RASIT (véhicule d'éclairage + porteur RASIT). Une est en poste, les autres en mouvement.

Les RASIT sont surtout utilisés de nuit car leur portée reste de 50 km alors que les patrouilles VBL se voient limitées à la vue de leur jumelles de vision nocturne.

## Limite d’emploi
Le radar est inopérant sous une pluie intense ainsi que dans des conditions de température extrême.

On ne peut séparer le trafic civil du militaire

La reconnaissance des véhicules s’effectuant à l'oreille, on distingue au mieux un poids lourd d'un char d'une voiture et on obtient l'idée du nombre approximatif

Il manque un système de traitement par analyse du spectre de fréquence des bruiteurs et une banque de données de signature acoustique pour avoir une identification exacte des types de mobiles.

## Successeur
Le radar tactique terrestre MURIN (moyen utilisé pour le renseignement dans les intervalles) conçu par Thales sous le nom Ground Observer 12 [ou GO12] avec son partenaire TES qui produit les radars est livré à 4 exemplaires et 26  autres commandés dans le projet de loi de finances 2018, leurs livraisons se terminant fin 2019. 36 MURIN supplémentaires seront livrés entre 2025 et 2026.

## Opérateurs
Trente-deux États en ont commandé entre 1975 et 1996 :
- Allemagne (110, en service depuis 1986[15], remplacé à partir de 2012[16])
- Argentine (Rasit puis Rasit E, plusieurs exemplaires saisis par le Royaume-Uni lors de la capitulation argentine de 1982)
- Autriche
- Australie (Remplacé à partir de 2001)
- Cameroun
- Canada
- Chine (contrat en 1986)
- Corée du Sud (Rasit E)
- République du Congo
- Égypte (60)
- Espagne où il remplace le Rasura et est lui-même substitué par l'Indra Arine.
- Estonie (1, dernier contrat en 1996)
- Finlande
- France (220)
- Islande
- Inde (production sous licence dans le cadre d'une compétition pour un radar destiné à l'armée indienne dans les années 1990, pas de production en série)
- Irak (Rasit E en 1987)
- Italie
- Libye
- Mexique
- Maroc
- Pays-Bas
- Nigeria (4)
- Norvège
- Pakistan
- Sénégal
- Sierra Leone
- Soudan (2)
- Thaïlande (Rasit E en 1993)
- Vietnam
- République arabe du Yémen
- Zimbabwe (2)

Quelques autres en ont reçu de seconde main :
- Tunisie[17]

## Sources
Descriptif publicitaire de Thompson en 1981 :
- http://m201.pagesperso-orange.fr/Eclairage-1981_fichiers/EED-04-RASIT.jpg

Composition des EED :
- « Eei », sur cavaliers.blindes.free.fr (consulté le 21 mai 2023)

## Matériel comparable
- Thales Ground Observer 80 (GO 80)
- AN/PPS-15 (courte portée)